# Borgward Hansa 1500

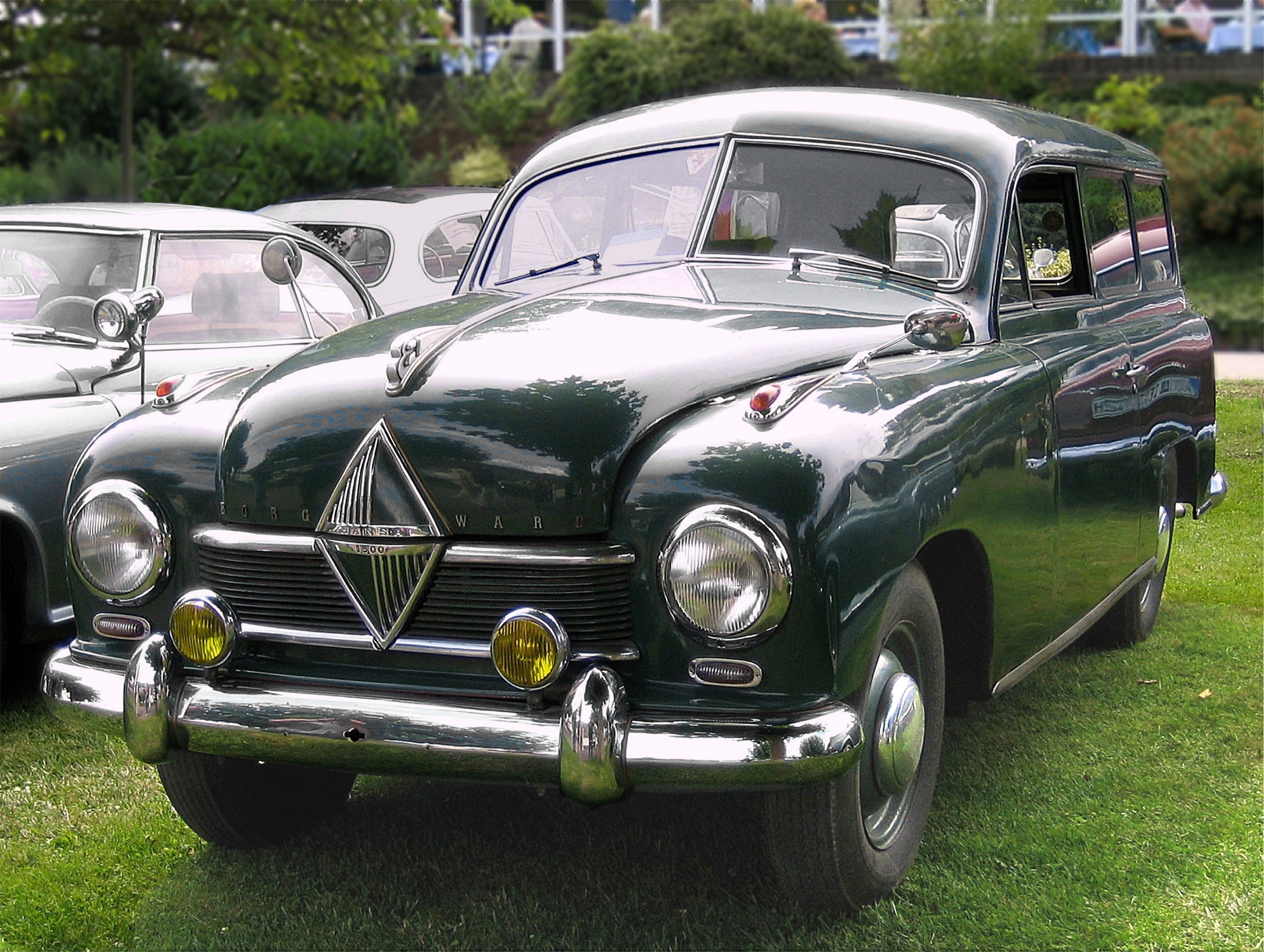
Borgward Hansa 1500 Kombi (Blinker oben auf den Kotflügeln nicht original)

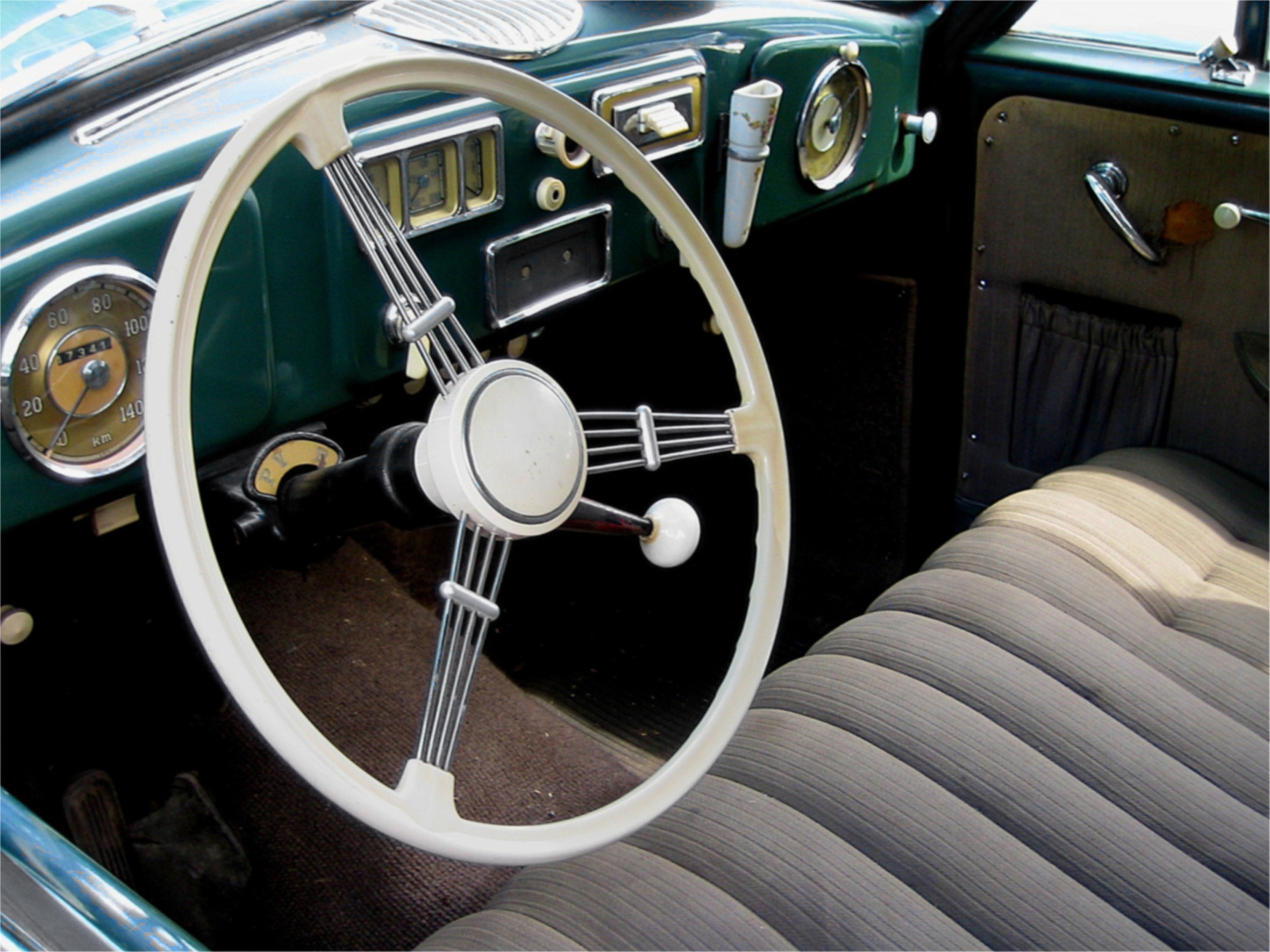
Lenkrad und Armaturenbrett des Borgward Hansa 1500

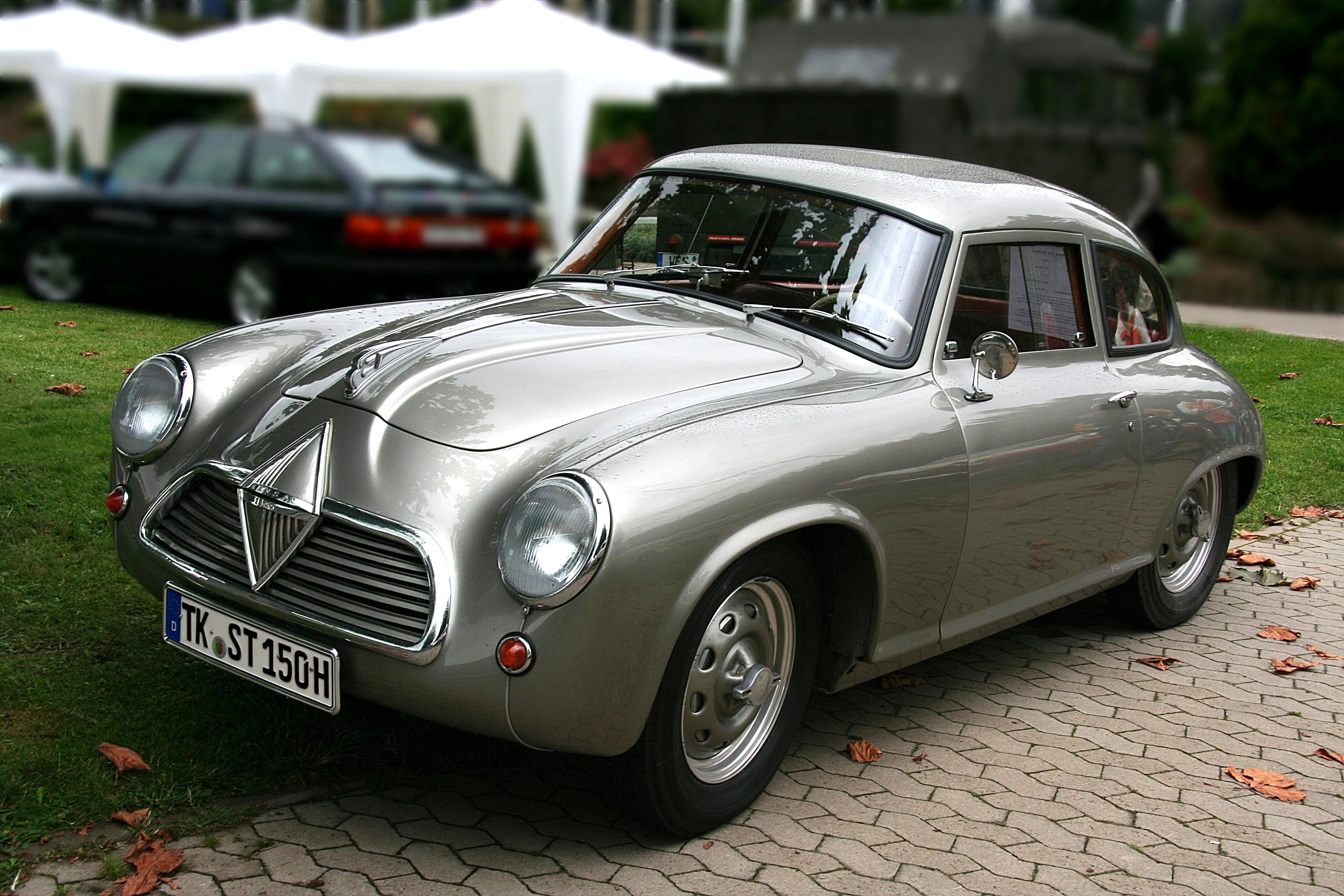
Borgward Hansa 1500 Sportcoupé (Prototyp von 1954)

Der Borgward Hansa 1500 ist ein Mittelklassewagen der Carl F. W. Borgward G.m.b.H. in Bremen-Sebaldsbrück und war die erste deutsche Pkw-Neukonstruktion nach dem Zweiten Weltkrieg. Der erste Wagen lief am 13. Oktober 1949 vom Band.

## Geschichte
Im März 1949 hatte Borgward den Wagen auf dem 19. Genfer Auto-Salon vorgestellt. Der Hansa 1500 war vor allem die erste deutsche serienmäßig gebaute Limousine nach dem Krieg mit Pontonkarosserie und Blinkern statt der bis dahin üblichen Winker als Fahrtrichtungsanzeiger.
Im August 1950 erzielte Borgward mit einem auf Basis des Hansa 1500 konstruierten Rennwagen im französischen Montlhéry zwölf internationale Rekorde. Den Wagen hatte das Ingenieurbüro INKA (Ingenieurs-Konstruktions-Arbeitsgemeinschaft) bestehend aus einer Gruppe ehemaliger Auto-Union-Techniker und -Ingenieure um August Momberger konstruiert. Momberger baute eine aerodynamische Stromlinienverkleidung aus Aluminium und Karl-Ludwig Brandt steigerte die Motorleistung auf 66 PS. Gefahren wurde der sogenannte INKA-Wagen von August Momberger, Adolf Brudes, Heinz Meier und Karl-Heinz Schäufele.

## Motor, Getriebe und Fahrwerk
Der Vierzylinder-Reihenmotor des Hansa 1500 hatte zu Produktionsbeginn eine Leistung von 48 PS (35 kW)  bei 4000/min. Mit einer Bohrung von 72 mm und einem Hub von 92 mm betrug der Hubraum 1498 cm³. Die hängenden Ventile wurden von einer seitlichen Nockenwelle über Stoßstangen und Kipphebel betätigt (OHV-Ventilsteuerung).
Ab Ende 1950 leistete der Motor bei gleichem Hubraum 52 PS (38 kW) bei 4200/min. Die Höchstgeschwindigkeit der Limousine lag bei 120 bis 125 km/h. Im Sportcabriolet gab es eine Motorvariante, die 66 PS (49 kW) leistete und eine Höchstgeschwindigkeit von ca. 150 km/h ermöglichte. 1953 war dieser Wagen sogar mit dem 80-PS-Motor aus dem Borgward-Rennsportwagen lieferbar.
Der Hansa 1500 hatte zunächst ein Vierganggetriebe mit Mittelschaltung (auch „Knüppelschaltung“ genannt) und ab Ende 1950 eine Lenkradschaltung. Über eine Kardanwelle wurden die Hinterräder angetrieben.
Die Räder des Hansa 1500 sind einzeln aufgehängt: vorn an oberen Dreieckslenkern und unterer Querblattfeder, hinten an einer durch Lenker geführten Pendelachse mit Querblattfeder. Die Hebelstoßdämpfer der ersten Serie wurden Ende 1950 durch Teleskopstoßdämpfer ersetzt. Die Fußbremse wirkt hydraulisch auf alle vier Räder, die Handbremse mechanisch auf die Hinterräder.

## Karosserie
Der Hansa 1500 hat eine zwei- oder viertürige Ganzstahlkarosserie, die auf einem vorn und hinten gegabelten Zentralrohrrahmen mit Querträgern und Bodenblech aufgebaut ist. Die Kotflügel sind in die Seitenteile einbezogen, sodass trotz verhältnismäßig geringer Außenbreite (1620 mm) ein gegenüber den Konkurrenzmodellen von Mercedes-Benz und Opel größerer Innenraum erzielt wurde. In der Presse hieß es hierzu: „Die Pontonkarosserie bietet den Vorteil, daß fast die gesamte Karosseriebreite für den Innenraum ausgenützt wird und so 6 Personen bequem Platz finden. Sie hat sehr glatte, einfach herzustellende Außenflächen und lässt sich strömungsgünstig ausführen.“ Die Türen sind vorn angeschlagen, der Kofferraum ist von außen zugänglich; die Motorhaube wird von der Seite her hochgeklappt, je nach Bedarf links oder rechts.
Ein Blickfang im Innern ist das weiße Lenkrad mit drei Speichen, die aus jeweils vier dünnen Metallstäben bestehen (ähnlich dem Lenkrad der ersten Porsche-Modelle). Vorn hat der Hansa 1500 mit Lenkradschaltung genau wie hinten eine durchgehende Sitzbank, sodass drei Personen nebeneinander sitzen können. In der ersten Version mit Knüppelschaltung waren es allerdings vorne zwei Einzelsitze, da der ca. 70 cm lange gebogene Schaltknüppel und der voluminöse Getriebetunnel keinen dritten Platz ermöglichten.
Außer der zwei- sowie viertürigen Limousine gab es den Hansa 1500 als dreitürigen Kombi, als zweitüriges Sportcoupé (Prototyp), als fünfsitziges Cabriolet mit zwei Türen und als zweisitziges Sportcabriolet mit auf 2400 mm verkürztem Radstand und einer Länge von 4165 mm. Beide Cabriolets baute bis Mai 1952 das Karosseriewerk Hebmüller in Wülfrath.

## Hansa 1800

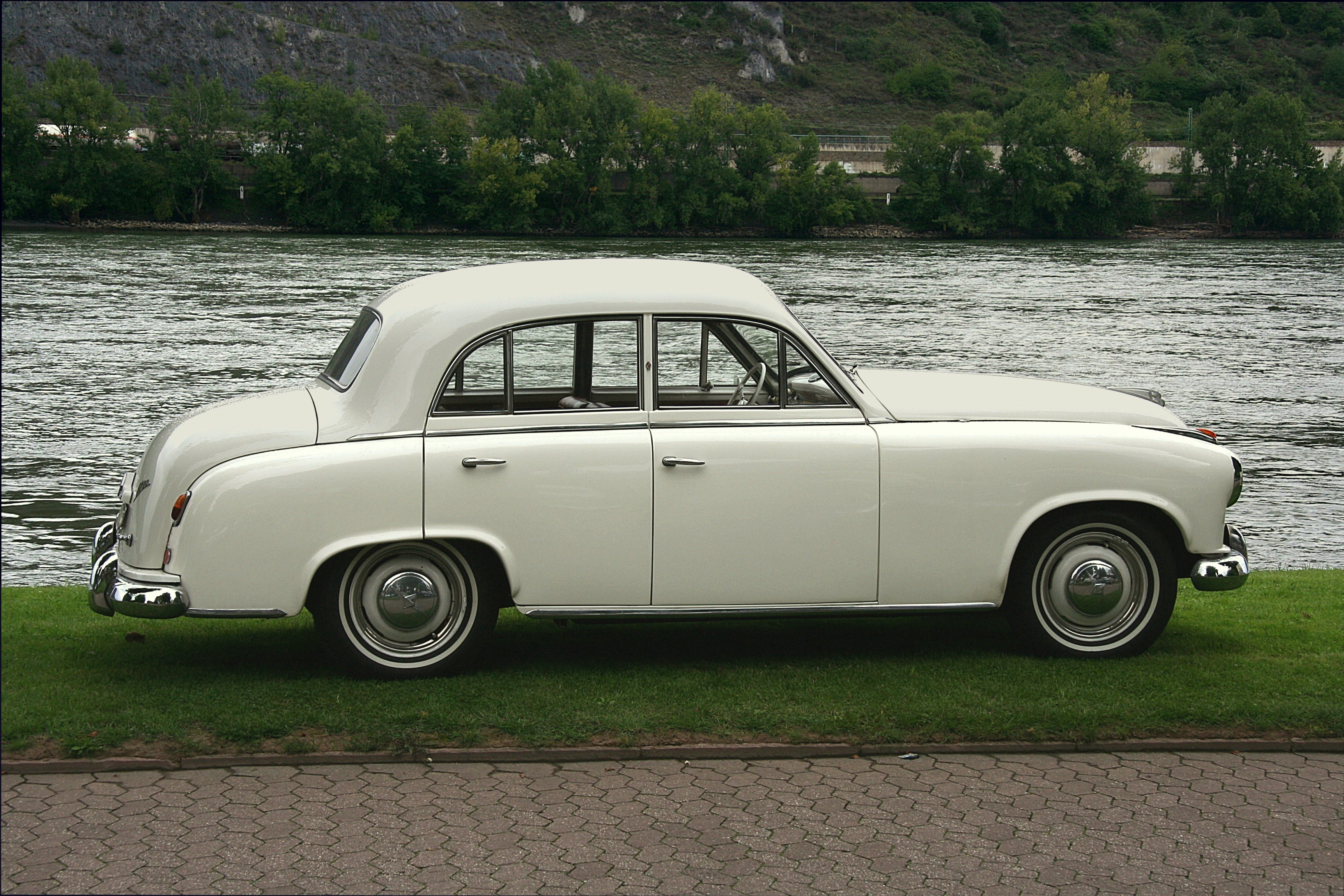
Borgward Hansa 1800

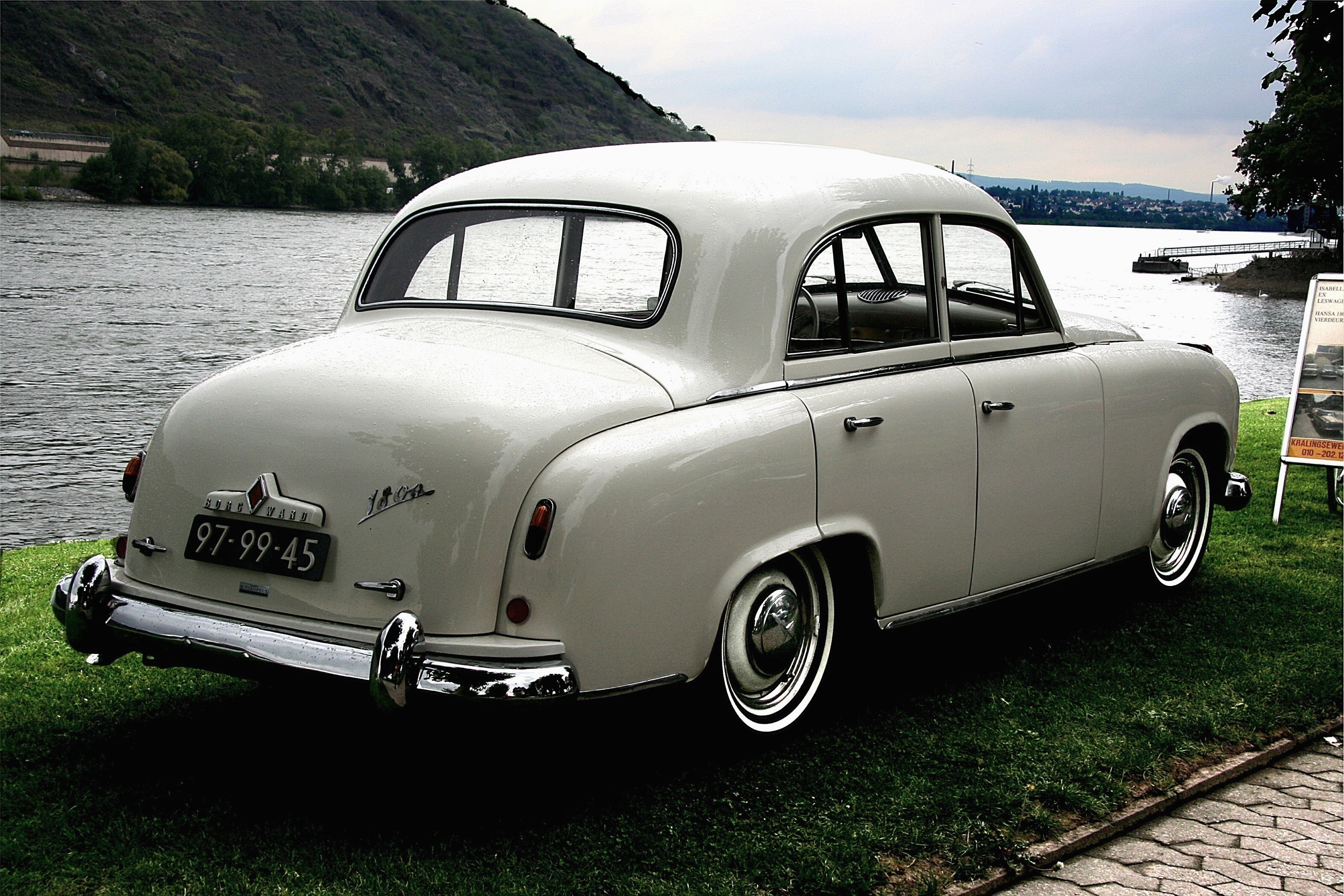
Heck mit von außen zugänglichem Kofferraum und winzigen Heckleuchten (Kombination von Blinker, Schlusslicht und Stopplicht)

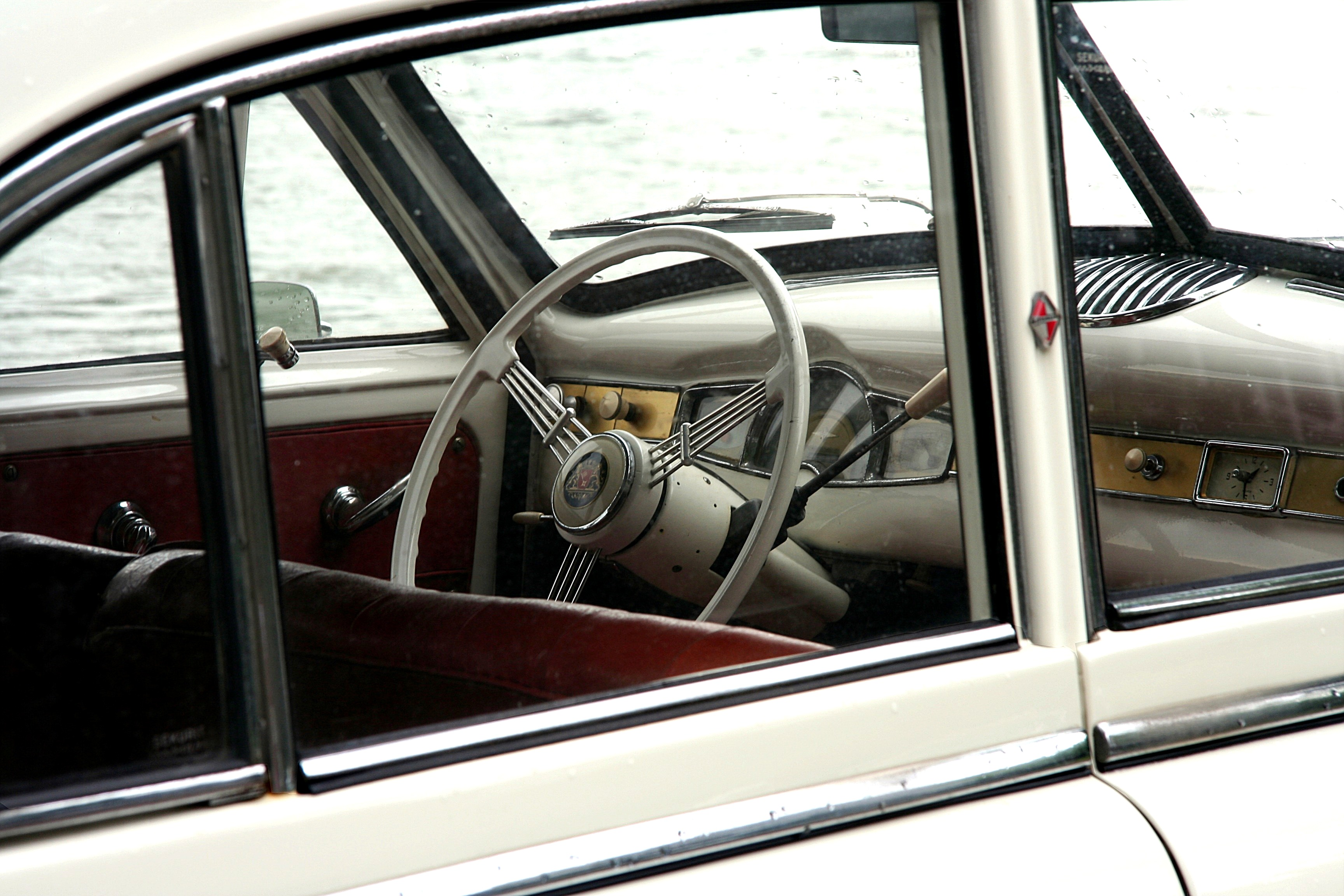
Innenraum mit überarbeitetem Armaturenbrett

1952 erhielt der Borgward Hansa einen 1,8-Liter-Motor (1758 cm³) mit 60 PS (44 kW) bei 4200/min. Die Zylinderbohrung war auf 78 mm erhöht, der Hub blieb bei 92 mm. Das anfänglich zu diesem Motor eingebaute Dreiganggetriebe wurde im März 1953 durch ein zwischen drittem und viertem Gang synchronisiertes Vierganggetriebe ersetzt. Außerdem war ein Automatikgetriebe lieferbar. Als Höchstgeschwindigkeit erreichte die Limousine 136 km/h.
Zusammen mit dem größeren Motor erhielt der Wagen die Typbezeichnung Hansa 1800. Äußerlich war das neue Modell an lang gezogenen Blinkern auf den vorderen Kotflügeln (beim 1500 unter den Scheinwerfern), Zierleisten unter den Seitenfenstern und Borgward-Rhombus auf den Radkappen erkennbar.
Außer der Limousine wurden weiterhin Kombi, Cabriolet und Sportcabriolet angeboten.
1953 erschien der Hansa 1800 mit Vierzylinder-Dieselmotor. Mit gleichem Hubraum wie der Benzinmotor leistete der Diesel 42 PS (31 kW) bei 3400/min; Höchstgeschwindigkeit nach Werksangabe 100 km/h. Nach dem 260 D und dem 170 D von Mercedes-Benz sowie dem Rekord von Hanomag war der Hansa 1800 der vierte deutsche PKW mit Dieselmotor.

## Technische Daten des Borgward Hansa 1800 Diesel
| Borgward Hansa 1800 Diesel (1953)          |                                                                      |
| Motor:                                     | Vierzylinder-Reihenmotor (hinter der Vorderachse eingebaut)          |
| Hubraum:                                   | 1758 cm³                                                             |
| Bohrung × Hub:                             | 78 mm × 92 mm                                                        |
| Verdichtung:                               | 19,8:1                                                               |
| Leistung bei 1/min:                        | 42 PS (31 kW) bei 3400                                               |
| Maximales Drehmoment:                      | 10,4 mkp (102 Nm) bei 2200/min                                       |
| Ventilsteuerung:                           | seitliche Nockenwelle, hängende Ventile                              |
| Gemischaufbereitung:                       | Wirbelkammereinspritzung                                             |
| Kühlung:                                   | Wasser mit Pumpe und Ventilator                                      |
| Getriebe:                                  | 4-Gang-Getriebe mit Lenkradschaltung (Hinterradantrieb)              |
| Bremsen:                                   | Hydraulisch betätigte Trommelbremsen                                 |
| Radaufhängung vorn:                        | oben Dreiecksquerlenker, unten Querblattfeder, Teleskopstoßdämpfer   |
| Radaufhängung hinten:                      | Pendelachse mit Längslenkern und Querblattfeder, Teleskopstoßdämpfer |
| Karosserie:                                | Ganzstahlkarosserie auf Zentralrohrrahmen                            |
| Radstand:                                  | 2600 mm                                                              |
| Spurweite vorn/hinten:                     | 1250/1300 mm                                                         |
| Reifengröße:                               | 6.40–15                                                              |
| Maße L × B × H:                            | 4450 mm × 1620 mm × 1560 mm                                          |
| Wendekreisdurchmesser:                     | ca. 11 m                                                             |
| Leergewicht (ohne Fahrer) zwei-/viertürig: | ca. 1210 kg/ca. 1245 kg                                              |
| Kraftstoffnormverbrauch:                   | ca. 6,5 l/100 km                                                     |
| Testverbrauch:                             | ca. 8,5–9 l/100 km                                                   |
| Höchstgeschwindigkeit:                     | 100 km/h (im Test 106 km/h)                                          |
| Preis der Limousine:                       | 9.950,00 DM (zweitürig) – 10.450,00 DM (viertürig)                   |

Die Angaben sind einem Testbericht von Helmut Werner Bönsch in Auto und Motorrad-Welt vom 20. März 1953 entnommen.

## Produktionszahlen
| Jahr | 1949 | 1950 | 1951 | 1952 | 1953 | 1954 | SUMME |
| ---- | ---- | ---- | ---- | ---- | ---- | ---- | ----- |
|      | 1148 | 8751 | 9363 | 7076 | 5622 | 1881 | 33841 |

Die Angaben sind aus  Werner Oswald Deutsche Autos 1945-1975 von 1979 entnommen.